# Карькова
Карькова — деревня в Бердюжском районе Тюменской области России. Входит в состав Окуневского сельского поселения.

## География
Деревня расположено на берегах двух небольших озёр — Тёмное и Большое Карьково. Расстояние до Тюмени — 320 км.
Часовой пояс
Карькова, как и вся Тюменская область, находится в часовой зоне МСК+2. Смещение применяемого времени относительно UTC составляет +5:00.

## Население
| 2010 |
| ---- |
| 100  |